# Trivialismo
Uma teoria chama-se trivial se todas as fórmulas (ou sentenças) de sua linguagem forem nela demonstráveis; em hipótese contrária, diz-se não-trivial. Analogamente, a definição aplica-se a sistemas de proposições, sistemas de informações etc.
Os educadores medievais reconheciam 7 artes liberais, divididas em 2 grupos: as 3 elementares, denominadas em latim como o "trivium" [que viria da combinação de "tri" (três) + "via" (caminho)] e as outras 4, mais elevadas, denominadas de "quadrivium" (4 caminhos). As artes do "trivium" eram a Gramática, a Lógica e a Retórica. As artes do "quadrivium" eram: Aritmética, Música, Geometria e Astronomia. Por ser um ensino mais elementar, o sentido da palavra "trivial" passou a ter conotações com o que é comum, ordinário.